# Tizi Mahdi
Tizi Mahdi (în arabă دميات) este o comună din provincia Médéa, Algeria.
Populația comunei este de 2.655 de locuitori (2008).